# Viorna jonesii
Viorna jonesii là một loài thực vật có hoa trong họ Mao lương. Loài này được (Kuntze) Rydb. miêu tả khoa học đầu tiên năm 1906.